# Direct Auto
Direct Auto est une émission consacrée à l'automobile et diffusée du 9 novembre 2005 au 22 février 2025, sur la chaîne C8, initialement dénommée Direct 8 puis D8, appartenant au groupe Canal+, lui-même contrôlé par le groupe Bolloré. Le magazine est animé par Grégory Galiffi. 
Le programme s’arrête le 1er mars 2025, suite à la décision de la chaîne C8 de ne pas poursuivre sa diffusion après le retrait d'autorisation d'émettre sur la TNT nationale française.

## Concept
Cette émission est consacrée à l'automobile par le biais de reportages d'actualité et d'essais de véhicules.
En 2017, est créé un dérivé du magazine, dénommée Direct Auto Express. Il s'agit d'une compilation des reportages phares de l'émission principale sans les plateaux de lancement du présentateur.

## Diffusion
Cette émission était diffusée le samedi à 18 h 30 puis à 18 h 50 sur Direct 8 puis sur D8.
À la rentrée 2016, l'émission a changé de case horaire toujours le samedi, mais à 11 h 55 sur C8, avant de basculer à 11 h, en janvier 2017, précédée et suivie de Direct Auto Express.
À partir du 15 mai 2021, l'émission retrouve sa case historique du début de soirée, le samedi sur C8, elle est diffusée à 18h45, suivie d'un numéro de Direct Auto Express. Cependant, l'émission repasse à 11 heures dès le 26 juin 2021, après des audiences en demi-teinte.
Depuis avril 2020, elle est aussi diffusée sur La chaîne L’Équipe le matin, dans la case L'Équipe Moteur. Il s'agit cependant de rediffusions des saisons précédentes, les inédits restants sur leur chaîne d'origine.
Le programme Direct Auto cesse sa diffusion sur C8 le 22 février 2025, la chaîne se faisant retirer sa fréquence TNT à la suite d'une décision de l'Arcom.

## Audience
En 2017, Direct Auto rassemble 300 000 téléspectateurs en moyenne.